# Phestilla
Phestilla is een geslacht van weekdieren uit de klasse van de Gastropoda (slakken).

## Soorten
- Phestilla lugubris (Bergh, 1870)
- Phestilla melanobrachia Bergh, 1874
- Phestilla minor Rudman, 1981
- Phestilla panamica Rudman, 1982